# Mária Zakariás
Mária Zakariás (Budapest, 28 de diciembre de 1952) es una deportista húngara que compitió en piragüismo en la modalidad de aguas tranquilas.
Participó en los Juegos Olímpicos de Moscú 1980, obteniendo una medalla de bronce en la prueba de K2 500 m. Ganó tres medallas en el Campeonato Mundial de Piragüismo entre los años 1973 y 1975.

## Palmarés internacional
| Juegos Olímpicos   | Juegos Olímpicos          | Juegos Olímpicos  | Juegos Olímpicos |
| Año                | Lugar                     | Medalla           | Evento           |
| ------------------ | ------------------------- | ----------------- | ---------------- |
| 1980               | Moscú (URSS)              | Medalla de bronce | K2 500 m         |
| Campeonato Mundial |                           |                   |                  |
| Año                | Lugar                     | Medalla           | Evento           |
| 1973               | Tampere (Finlandia)       | Medalla de plata  | K4 500 m         |
| 1974               | Ciudad de México (México) | Medalla de bronce | K2 500 m         |
| 1975               | Belgrado (Yugoslavia)     | Medalla de bronce | K4 500 m         |